# Бердинка (Костанайская область)
Бердинка (каз. Бердинка) — упразднённое село в Камыстинском районе Костанайской области Казахстана. Входило в состав Алтынсаринского сельского округа. Ликвидировано в 1990-е годы.

## География
Село располагалось в 15 км к юго-востоку от села Алтынсарино.

## Население
На карте 1979 года в селе значатся 10 жителей.